# Государственный строй Норвегии
Норвегия — демократическая парламентская монархия. Глава государства — король, осуществляет представительские функции, может быть распущен королём, но король без стортинга не имеет право назначать государственный совет. Законодательный орган — Стортинг (Stortinget), избирается народом по пропорциональной системе по многомандатным округам сроком на 4 года. Исполнительный орган — Государственный совет (Statsråd), состоящий из премьер-министра (Statsminister) и министров, назначается королём и несёт политическую ответственность перед Стортингом.
В административном отношении Норвегия разделена на 15 фюльке (губерний; норв. fylke), которые в свою очередь делятся на 357 коммун.